# Konklave 1447

Wappen des Kardinalkämmerers während der Sedisvakanz

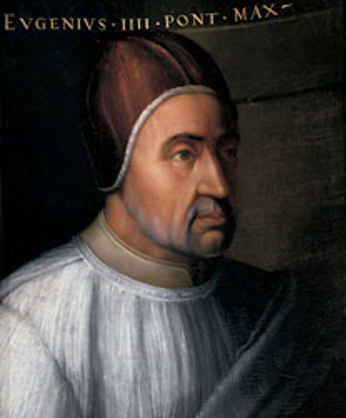
Papst Eugen IV.

Das Konklave von 1447 war die Wahlversammlung der Kardinäle nach dem Tod von Papst Eugen IV. und dauerte vom 4. März 1447 bis zum 6. März 1447. Seine Wahl fiel auf Tommaso Parentucelli, der sich Papst Nikolaus V. nannte.

## Geschichte
Das Kardinalskollegium umfasste zu Konklavebeginn 26 Mitglieder. Von diesen nahmen jedoch 8 Kardinäle nicht an der Wahl teil, so dass das Wahlkollegium faktisch 18 Mitglieder umfasste. Dieses tagte im Dominikanerkloster Sopra Minerva zu Rom. Die Wahl von Papst Nikolaus V. fand am Morgen des 6. März 1447 statt und galt allgemein als Überraschung.
Die zur Wahl erforderliche Zweidrittelmehrheit beanspruchte 12 Stimmen.

## Teilnehmer
- Kardinaldekan: Giovanni Berardi
- Tommaso Parentucelli
- Francesco Condulmer
- Prospero Colonna
- Domenico Capranica
- Niccolò d’Acciapaccio
- Giorgio Fieschi
- Bessarion
- Antonio Martins de Chaves
- Jean Le Jeune de Macet
- Guillaume d’Estouteville
- Juan de Torquemada OP
- Ludovico Trevisan
- Pietro Barbo
- Alonso de Borja
- Enrico Rampini
- Juan Carvajal
- Giovanni de Primis OSB

## Abwesende Kardinäle
- Juan de Cervantes
- John Kemp
- Isidore von Thessalonica
- Pierre de Foix der Ältere OFM Min
- Zbigniew Oleśnicki
- Henry Beaufort
- Petrus von Schaumberg
- Dénes Szécsi

## Literarische Nachwirkung
Der Tod Papst Eugens IV. und die Wahl Papst Nikolaus V. im Konklave von 1447 werden in Barbara Goldsteins historischem Roman Der Ring des Salomo beschrieben.